# Barthélemy Yaouda Hourgo
Barthélemy Yaouda Hourgo, né le 31 janvier 1964 à Mayo-Ouldémé (Tokombéré), est un prélat catholique camerounais, évêque de Yagoua depuis 2008.

## Biographie
Il est ordonné prêtre 16 juin 1996. Le 31 mai 2008 il est nommé évêque de Yagoua par Benoît XVI.